# Hohfrankenheim
Hohfrankenheim es una localidad y  comuna francesa situada en el departamento de Bajo Rin, en la región de Alsacia. Tiene una población de 271 habitantes (según censo de 1999) y una densidad de 98 h/km².

## Demografía
| 132                        | 159 | 173 | 177 | 217 | 271 |
| (Fuente: [cita requerida]) |     |     |     |     |     |